# Dichocrocis actinialis
Dichocrocis actinialis là một loài bướm đêm trong họ Crambidae.